# Taichung Suns
Il Taichung Suns (臺中太陽) è stata una società cestistica avente sede a Taichung, Taiwan. Fondata nel 2021, giocava in T1 League fino al 2023, anno della dissoluzione.

## Storia
Fondati nel 2021, i Suns sono stati una delle sei squadre debuttanti della stagione inaugurale della T1 League. Nella prima edizione arriveranno in finale per il titolo di campioni, ma perderanno contro i Kaohsiung Aquas.
Dopo il cambio di denominazione, a causa di problemi finanziari la società ha chiuso i battenti ad ottobre 2023.